# Armée de l'Ouest (Russie)

Drapeau de l'Armée rouge.

L’Armée Ouest (en russe : Западная Армия) ou 16e armée fut créée le 15 novembre 1918 par la RSFS de Russie dans le but de récupérer les territoires perdus par l'Empire russe lors de la Première Guerre mondiale (Traité de Brest-Litovsk) et d'établir des républiques soviétiques dans ces territoires. 

## Historique
Elle fut engagée notamment dans les pays baltes, en Biélorussie, en Ukraine et en Pologne lors de la guerre soviéto-polonaise de 1919-1921. Elle était commandée par Vladimir Yegoryev (en), ancien général sous l'armée tsariste et était divisée en sept détachements, formant un total de 20 000 hommes.